# Молодёжная волейбольная лига
Молодёжная волейбольная лига — дивизион мужского и женского чемпионатов России по волейболу, формирующийся из молодёжных команд клубов Суперлиги. Соревнования Молодёжной лиги проводятся с 2011 года.

## История
Решение о создании Молодёжной лиги было утверждено 1 июня 2011 года на заседании Президиума Всероссийской федерации волейбола (ВФВ). Назначенный исполнительным директором Молодёжной лиги Михаил Чернышёв заявил, что она является новым проектом ВФВ, главная задача которого состоит в том, чтобы «обратить внимание клубов Суперлиги на подготовку ближайшего резерва и тренерского состава», а стратегической целью является «популяризация волейбола среди молодёжи и студентов, привлечение их к активным занятиям нашим видом спорта».
В сезоне-2011/12 к участию в соревнованиях мужской Молодёжной лиги допускались игроки 1989—1995 годов рождения, а также три волейболиста без ограничения возраста из числа заявленных за команду Суперлиги, а в чемпионате женской Молодёжной лиги — волейболистки 1990—1996 годов рождения и два игрока без возрастных ограничений. В сезоне-2012/13 верхняя возрастная планка снизилась до 21 года для мужчин и 20 лет для женщин, также командам разрешено включать в заявку только одного игрока без ограничения возраста. В сезоне-2024/25 в соревнованиях Молодёжной лиги участвуют игроки не старше 2004 года рождения.
До появления Молодёжной лиги ближайший резерв клубов Суперлиги имел возможность получить игровую практику в фарм-командах, выступавших в низших лигах. С появлением Молодёжной лиги количество фарм-команд и дивизионов чемпионата России сократилось, высшая лига «Б» и первая лига были объединены в одну лигу. Помимо этого в сезонах 2000/01 и 2001/02 годов в мужском чемпионате страны проводился турнир дублирующих составов клубов Суперлиги.
В организации Молодёжной лиги руководство ВФВ ориентировалось на Италию, где подобные первенства проводятся с начала 1990-х годов в трёх возрастных категориях. Другим аналогом МВЛ в европейском клубном волейболе является образованная годом ранее в Польше Młoda Liga.

## Мужская Молодёжная лига

### Чемпионат
В первом чемпионате участвовали молодёжные составы всех российских клубов Суперлиги Открытого чемпионата России, кроме двух дебютантов элитного дивизиона — «Автомобилиста» и «Губернии». Во втором сезоне не принимали участия молодёжные команды «Грозного» и «Прикамья», но со следующего года выступление в лиге всех 14 команд стало обязательным. Чемпионат состоит из предварительного и финального этапов, на обоих команды играют по туровой системе в два круга. По итогам предварительного этапа борьбу за медали в главном финале продолжают шесть коллективов, а его туры проводятся на площадках двух сильнейших команд. Остальные команды играют в финалах за 7—10-е и 11—14-е места (до сезона-2013/14 — в финале за 7—12-е места). Очки, набранные на предварительном этапе, не учитываются в финальном.
Сезон 2011/12 годов завершился победой «Белогорья-Локомотива» — третьей команды системы волейбольного клуба «Белогорье». Финальные туры принимали Казань и Белгород, и на домашней арене подопечные Александра Тихонова, усилившиеся игроком главной команды Максимом Жигаловым, одержали пять побед со счётом 3:0, что позволило ликвидировать имевшееся после первого тура отставание в 7 очков от екатеринбургского «Локомотива-Факела» и подняться с 4-го места на вершину турнирной таблицы.
В сезоне-2012/13 впервые громко заявила о себе молодёжная команда «Факел», созданная осенью 2010 года на базе одного из оздоровительных комплексов Краснодарского края. До последнего игрового дня она вела борьбу за золотые медали с московским «Динамо-Олимпом», но в решающем матче в Новом Уренгое уступила со счётом 0:3, причём самым результативным игроком встречи стал связующий москвичей Павел Панков, набравший 20 очков, в том числе 8 непосредственно с подачи. Спустя год «Факел» под руководством Руслана Жбанкова оформил чемпионство досрочно, проиграв на предварительном этапе только один матч, а на финальном — лишь один сет. Лучшими в своих амплуа на обоих турнирах признавались центральный блокирующий Илья Власов и доигровщик Егор Клюка, которые в сезоне-2014/15 отметились яркой игрой уже за основной состав «Факела» и в предолимпийском 2015 году дебютировали в сборной России.
В следующих сезонах чемпионами Молодёжной лиги становились представители Ханты-Мансийского автономного округа — сургутская «Звезда Югры» и нижневартовский «Университет». В 2017 году первым двукратным победителем турнира стала молодёжная команда московского «Динамо», опередившая в итоговой таблице финального этапа новосибирский «Локомотив»-ЦИВС лишь по соотношению партий. MVP двух подряд финальных турниров признавался диагональный Дмитрий Яковлев — сын известного в прошлом игрока сборной России Романа Яковлева.
В сезоне-2017/18 самый стабильный участник Молодёжной лиги — «Локомотив»-ЦИВС, за всю историю пропустивший лишь один финальный турнир, с шестой попытки завоевал заслуженный трофей, выиграв 10 из 10 матчей в Новосибирске и Белгороде. В трёх следующих сезонах резервисты «Локомотива» вновь брали золото. Четырёхкратными чемпионами МВЛ стали Николай Волков, Денис Голубев, Слави Костадинов и Роман Мурашко.
| Призёры и MVP чемпионатов мужской Молодёжной лиги |                                  |                                  |                                    |                                       |
| Сезон                                             | 1-е место                        | 2-е место                        | 3-е место                          | MVP                                   |
| 2011/12                                           | «Белогорье-Локомотив» (Белгород) | «Локомотив-Факел» (Екатеринбург) | «Зенит»-УОР (Казань)               | Антон Фоменко («Белогорье-Локомотив») |
| 2012/13                                           | «Динамо-Олимп» (Москва)          | «Факел»-мол. (Новый Уренгой)     | СДЮШОР-«Локомотив»-2 (Новосибирск) | Павел Панков («Динамо-Олимп»)         |
| 2013/14                                           | «Факел»-мол. (Новый Уренгой)     | «Нефтегазунивер» (Тюмень)        | «Зенит»-УОР (Казань)               | Илья Власов («Факел»)                 |
| 2014/15                                           | «Звезда Югры» (Сургут)           | «Университет» (Нижневартовск)    | «Динамо-Олимп» (Москва)            | Александр Чефранов («Звезда Югры»)    |
| 2015/16                                           | «Университет» (Нижневартовск)    | «Динамо-Олимп» (Москва)          | «Енисей»-2 (Красноярск)            | Дмитрий Яковлев («Динамо-Олимп»)      |
| 2016/17                                           | «Динамо-Олимп» (Москва)          | «Локомотив»-ЦИВС (Новосибирск)   | «Зенит»-УОР (Казань)               | Дмитрий Яковлев («Динамо-Олимп»)      |
| 2017/18                                           | «Локомотив»-ЦИВС (Новосибирск)   | «Университет» (Нижневартовск)    | «Нова»-2 (Новокуйбышевск)          | Егор Сиденко («Белогорье»-2)          |
| 2018/19                                           | «Локомотив»-ЦИВС (Новосибирск)   | «Факел»-мол. (Новый Уренгой)     | «Беркуты Урала» (Уфа)              | Максим Сапожков («Локомотив»-ЦИВС)    |
| 2019/20                                           | «Локомотив»-ЦИВС (Новосибирск)   | «Динамо-Олимп» (Москва)          | «Факел»-мол. (Новый Уренгой)       | Роман Мурашко («Локомотив»-ЦИВС)      |
| 2020/21                                           | «Локомотив»-СШОР (Новосибирск)   | «Динамо-Олимп» (Москва)          | «Факел»-мол. (Новый Уренгой)       | Никита Морозов («Динамо-Олимп»)       |
| 2021/22                                           | «Динамо-Олимп» (Москва)          | «Факел»-мол. (Новый Уренгой)     | «Локомотив»-СШОР (Новосибирск)     | Корней Эннс («Факел»)                 |
| 2022/23                                           | «Факел»-мол. (Новый Уренгой)     | «Локомотив»-СШОР (Новосибирск)   | «Динамо-Олимп» (Москва)            | Василий Капранов («Факел»)            |
| 2023/24                                           | «Факел»-мол. (Новый Уренгой)     | «Локомотив»-СШОР (Новосибирск)   | «Динамо-Олимп» (Москва)            | Матвей Пипуныров («Факел»)            |
| 2024/25                                           | «Локомотив»-СШОР (Новосибирск)   | «Газпром-Югра»-ЮКИОР (Сургут)    | «Зенит»-УОР (Казань)               | Корней Николаев («Локомотив»-СШОР)    |

### Кубок
Кубок Молодёжной лиги проводится после окончания чемпионата с участием 8 команд. В 2012 и 2013 годах за трофей боролись все коллективы из главного финала, кроме аутсайдера и три лучшие команды из второй шестёрки. В двух следующих розыгрышах принимали участие команды, занявшие 1—7-е и 11-е места в чемпионате Молодёжной лиги (все участники главного финала и победители утешительных финалов), а с 2016 года — семь сильнейших команд чемпионата и обладатель wild card. Участники Кубка сначала проводят матчи в двух группах из 4 команд, затем играют четвертьфинальные, полуфинальные и финальные матчи.
Семь раз обладателем трофея становилась молодёжная команда новосибирского «Локомотива», по разу побеждали «Звезда Югры», «Университет», «Динамо-Олимп», «Белогорье»-2 и «Зенит»-УОР.
| Призёры Кубка Молодёжной лиги |                 |                                    |                                   |                                 |
| Год                           | Город           | 1-е место                          | 2-е место                         | 3-е место                       |
| 2012                          | Сургут          | СДЮШОР-«Локомотив»-2 (Новосибирск) | «Белогорье-Локомотив» (Белгород)  | «Звезда Югры» (Сургут)          |
| 2013                          | Казань          | СДЮШОР-«Локомотив»-2 (Новосибирск) | «Факел»-мол. (Новый Уренгой)      | «Динамо-Олимп» (Москва)         |
| 2014                          | Сургут          | «Звезда Югры» (Сургут)             | «Зенит»-УОР (Казань)              | «Факел»-мол. (Новый Уренгой)    |
| 2015                          | Сургут          | СДЮШОР-«Локомотив»-2 (Новосибирск) | «Динамо-Олимп» (Москва)           | «Звезда Югры» (Сургут)          |
| 2016                          | Сургут          | «Университет» (Нижневартовск)      | «Звезда Югры» (Сургут)            | «Локомотив»-ЦИВС (Новосибирск)  |
| 2017                          | Нижневартовск   | «Локомотив»-ЦИВС (Новосибирск)     | «Динамо-Олимп» (Москва)           | «Белогорье»-2 (Белгород)        |
| 2018                          | Москва          | «Динамо-Олимп» (Москва)            | «Кузбасс»-2 (Кемерово)            | «Нова»-2 (Новокуйбышевск)       |
| 2019                          | Санкт-Петербург | «Локомотив»-ЦИВС (Новосибирск)     | «Факел»-мол. (Новый Уренгой)      | «Беркуты Урала» (Уфа)           |
| 2021                          | Санкт-Петербург | «Белогорье»-2 (Белгород)           | «Локомотив»-СШОР (Новосибирск)    | «Динамо-Олимп» (Москва)         |
| 2022                          | Нижневартовск   | «Динамо-Олимп» (Москва)            | ЮКИОР (Сургут)                    | СШОР «Самотлор» (Нижневартовск) |
| 2023                          | Санкт-Петербург | «Локомотив»-СШОР (Новосибирск)     | «Динамо-Олимп» (Москва)           | «Кузбасс»-2 (Кемерово)          |
| 2024                          | Сургут          | «Зенит»-УОР (Казань)               | «Факел»-мол. (Новый Уренгой)      | «Кузбасс»-2 (Кемерово)          |
| 2025                          | Новый Уренгой   | «Локомотив»-СШОР (Новосибирск)     | «Факел-Ямал»-мол. (Новый Уренгой) | «Зенит»-УОР (Казань)            |

### Матчи восходящих звёзд
29 февраля 2016 года в Нижневартовске в рамках акции CEV «Ещё один день волейбола» прошёл первый в истории Матч восходящих звёзд между сборной Молодёжной лиги, составленной из игроков шести сильнейших команд чемпионата, и сборной России 1997—1998 г. р. По взаимной договорённости матч состоял из трёх партий, а третий сет игрался до 29 очков. Победу со счётом 2:1 (23:25, 25:23, 29:23) одержала сборная лиги.
Три следующих Матча восходящих звёзд проходили в Новосибирске в дни финальных этапов чемпионатов Молодёжной лиги между сборными командами Запада и Востока. Матч 2017 года включал в себя элементы шоу — в решающей третьей партии на площадку выходили тренеры обеих команд и даже один из мальчиков, подающих мячи; а в 2018 и 2019-м звёздные команды играли уже абсолютно серьёзно. Во всех встречах побеждали волейболисты Запада. Традиция проведения Матчей восходящих звёзд была продолжена в мае 2022 года в Нижневартовске.

## Женская Молодёжная лига

### Чемпионат
Чемпионат женской Молодёжной лиги проходит с участием всех молодёжных команд клубов Суперлиги. По итогам предварительного этапа, который, как и мужчин, проводится в два круга по туровой системе, команды делятся на две финальные группы. До сезона-2014/15 финальные этапы, в отличие от мужской лиги, игрались в один тур с учётом очков, набранных в матчах предварительной стадии. С сезона-2015/16 команды проводят двухтуровые финалы без учёта ранее набранных очков.
Чемпионаты 2012—2014 годов завершились победами молодёжной «Уралочки»-НТМК, которая за эти три сезона в 79 матчах потерпела лишь 4 поражения. К золотым медалям команду приводили Борис Брешчич, Станислав Саликов и Михаил Карполь — внук Николая Васильевича Карполя. Во всех победных финалах в составе команды играли Екатерина Воронова, Ирина Задыхина, Ксения Ильченко, Ангелина Коба, Дария Островская, Наталья Решетникова и Анастасия Черемисина, а победительницы первого турнира Ирина Заряжко и Виктория Чаплина в составе сборной России в сентябре 2013 года стали чемпионками Европы.
В сезоне-2014/15 золотые медали впервые завоевала молодёжная команда «Протона», 6 игроков которой по ходу сезона регулярно привлекались к матчам главной команды в Суперлиге. После предварительного этапа подопечные Елены Соколовой отставали от уралочек на 2 очка, но в рамках финала в Екатеринбурге одержали победы во всех матчах и возглавили турнирную таблицу. Индивидуальным призом самому результативному игроку была награждена диагональная «Протона» Мария Халецкая, набравшая в четырёх матчах финала 85 очков.
В 2016—2019 годах молодёжная команда «Уралочки» ещё трижды занимала верхнюю ступень пьедестала почёта и лишь раз уступила золото казанской «Динамо-Академии-УОР», а с сезона-2019/20 была включена в высшую лигу «А» и прекратила участие в Молодёжной лиге (её место заняла «Тюмень-Прибой»).
| Призёры чемпионата женской Молодёжной лиги |                                        |                                           |                                                   |
| Сезон                                      | 1-е место                              | 2-е место                                 | 3-е место                                         |
| 2011/12                                    | «Уралочка»-НТМК (Свердловская область) | «Автодор-Метар» (Челябинск)               | «Динамо» (Краснодар)                              |
| 2012/13                                    | «Уралочка»-НТМК (Свердловская область) | «Динамо-Казань» (Казань)                  | «Заречье-Одинцово» (Московская область)           |
| 2013/14                                    | «Уралочка»-НТМК (Свердловская область) | «Омичка»-ГУОР (Омская область)            | «Динамо» (Краснодар)                              |
| 2014/15                                    | «Протон» (Саратовская область)         | «Уралочка»-НТМК (Свердловская область)    | «Динамо-Казань» (Казань)                          |
| 2015/16                                    | «Уралочка»-НТМК (Свердловская область) | «Протон» (Саратовская область)            | «Динамо-Академия-УОР» (Казань)                    |
| 2016/17                                    | «Динамо-Академия-УОР» (Казань)         | «Протон» (Саратовская область)            | «Подмосковье» (Московская область)                |
| 2017/18                                    | «Уралочка»-НТМК (Свердловская область) | «Динамо-Академия-УОР» (Казань)            | «Динамо» (Москва)                                 |
| 2018/19                                    | «Уралочка»-НТМК (Свердловская область) | «Динамо-Академия-УОР» (Казань)            | «Динамо-Метар» (Челябинск)                        |
| 2019/20                                    | «Динамо-Академия-УОР» (Казань)         | «Минчанка» (Минск)                        | «Динамо-Метар» (Челябинск)                        |
| 2020/21                                    | «Минчанка» (Минск)                     | «Динамо-Ак Барс-УОР» (Казань)             | «Динамо-Метар» (Челябинск)                        |
| 2021/22                                    | «Динамо-Ак Барс-УОР» (Казань)          | «Динамо-Метар» (Челябинск)                | «Заречье-Одинцово» (Московская область)           |
| 2022/23                                    | «Ленинградка» (Санкт-Петербург)        | «Динамо-Ак Барс-УОР» (Казань)             | «Тулица»-2 (Тульская область)                     |
| 2023/24                                    | «Динамо-Ак Барс-УОР» (Казань)          | «Динамо»-РЦСП (Краснодар)                 | «Локомотив»-СШОР по ИВС (Калининградская область) |
| 2024/25                                    | «Динамо»-РЦСП (Краснодар)              | «Заречье-Одинцово»-2 (Московская область) | «Динамо-Метар»-3 (Челябинск)                      |

### Кубок
Кубок женской Молодёжной лиги разыгрывается с 2016 года. Первые два турнира проходили с участием 6 сильнейших команд по итогам чемпионатов Молодёжной лиги, в дальнейшем розыгрыши стали проводиться до начала чемпионата с участием 10—12 команд. Обладателем трофея четыре раза становилась молодёжная команда «Уралочки», два титула на счету команды «Динамо-Академия-УОР», по одной победе одержали «Енисей»-2,  «Динамо-Метар», «Локомотив»-СШОР по ИВС и «Заречье-Одинцово»-2.
| Призёры Кубка Молодёжной лиги |                          |                                                   |                                    |                                                   |
| Сезон                         | Город                    | 1-е место                                         | 2-е место                          | 3-е место                                         |
| 2015/16                       | Екатеринбург             | «Уралочка»-НТМК (Свердловская область)            | «Динамо-Академия-УОР» (Казань)     | «Протон» (Саратовская область)                    |
| 2016/17                       | Челябинск                | «Уралочка»-НТМК (Свердловская область)            | «Динамо-Академия-УОР» (Казань)     | «Протон» (Саратовская область)                    |
| 2017/18                       | Екатеринбург             | «Уралочка»-НТМК (Свердловская область)            | «Подмосковье» (Московская область) | «Динамо-Академия-УОР» (Казань)                    |
| 2018/19                       | Челябинск                | «Уралочка»-НТМК (Свердловская область)            | «Динамо-Метар» (Челябинск)         | «Динамо» (Краснодар)                              |
| 2019/20                       | Калининград              | «Динамо-Академия-УОР» (Казань)                    | «Локомотив» (Калининград)          | «Динамо-Метар» (Челябинск)                        |
| 2020/21                       | Красноярск, Новомосковск | «Енисей»-2 (Красноярск)                           | «Тулица»-2 (Тула)                  | «Динамо» (Краснодар)                              |
| 2021/22                       | Челябинск, Тула          | «Динамо-Метар» (Челябинск)                        | «Динамо-Ак Барс-УОР» (Казань)      | «Тулица»-2 (Тула)                                 |
| 2022/23                       | Калининград, Челябинск   | «Динамо-Ак Барс-УОР» (Казань)                     | «Енисей»-2 (Красноярск)            | «Локомотив»-СШОР по ИВС (Калининградская область) |
| 2023/24                       | Калининград, Москва      | «Локомотив»-СШОР по ИВС (Калининградская область) | «Динамо-Ак Барс-УОР» (Казань)      | «Динамо»-РЦСП (Краснодар)                         |
| 2024/25                       | Тюмень, Тула, Одинцово   | «Заречье-Одинцово»-2 (Московская область)         | «Динамо»-РЦСП (Краснодар)          | «Динамо-Метар»-3 (Челябинск)                      |